# Aconitum birobidshanicum
Aconitum birobidshanicum är en ranunkelväxtart som beskrevs av Vladimir Nikolaevich Vorosjilov. Aconitum birobidshanicum ingår i släktet stormhattar, och familjen ranunkelväxter. Inga underarter finns listade i Catalogue of Life.